# Асарли
Асарли (на турски: Hisarlı) е село в Източна Тракия, Турция, Вилает Одрин. Околия Енос.

## География
Селото се намира на 20 км източно от Енос.

## История
В 19 век Асарли е българско село в Еноска кааза на Османската империя. Според статистиката на професор Любомир Милетич в 1912 година в селото живеят 50 български патриаршистки семейства или 234 души.